# Packliste
Eine Packliste ist eine strukturierte Anordnung von Objekten einer Sendung von Waren. Sie dient zur genaueren Bestimmung des Umfangs und der Art der Ware und wird mitgesendet zur Überprüfung der Vollständigkeit der Warensendung durch den Warenempfänger, sowie zur korrekten und vereinfachten Verzollung.
Es wird angegeben: 
- Transportart
- Ware
- Menge (Stückzahl, Liter usw.)
- Masse (meist in Brutto und Nettoangaben)
- Wert der Ware (ist eine Kann-Angabe)

Im Gegensatz zur Stückliste muss der Inhalt einer Packliste funktionell nicht voneinander abhängig sein, d. h. die enthaltenen Teile, Baugruppen und Erzeugnisse müssen nicht (können aber) zur Herstellung eines gemeinsamen Endproduktes nötig sein. Der Inhalt einer Packliste kann also willkürlich nach der Gebindegröße oder den Anforderungen des Absenders bzw. Empfängers zusammengestellt sein.